# Deroua
Deroua (arabiska: الدروة) är en stad i Marocko. Den ligger i provinsen Berrechid och regionen Casablanca-Settat, 90 km sydväst om huvudstaden Rabat. Antalet invånare var 47 719 vid folkräkningen 2014.